# Pilum

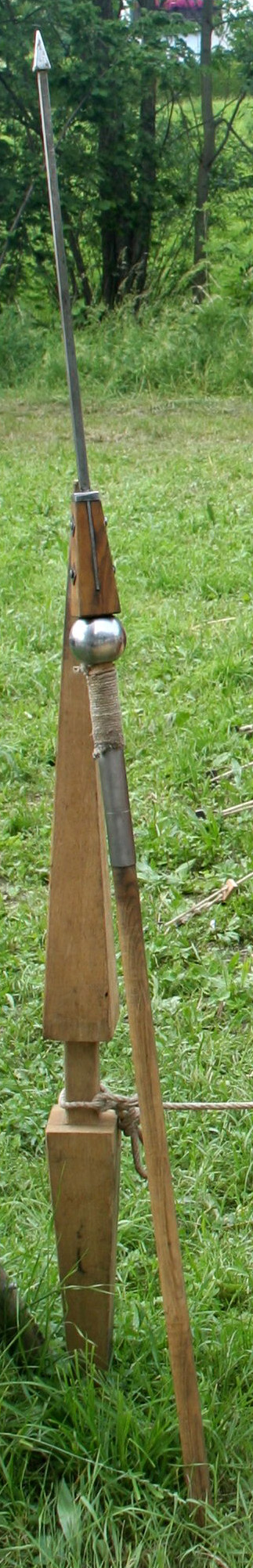
Pilum pesado

El pilum (en plural pila) era, junto con la espada (gladius), el arma básica del soldado legionario romano. Era del tipo lanza o jabalina y medía alrededor de 2 m. Había dos clases de pilum, el pesado y el ligero. Los usaban cuando estaban de 15 a 30 m  del enemigo.

## Construcción
Se cree que los romanos copiaron el pilum de uno de sus rivales más importantes en Italia, los samnitas, que lo inventaron posiblemente como una forma de frenar las temidas cargas de los celtas. Con el tiempo, se lastró al pilum con una especie de esfera de metal, colocada tras la vara metálica, se piensa que para aumentar el peso concentrado en el impacto, aumentando la perforación.
Se han encontrado restos con importantes variaciones en el tamaño. Por eso se sospecha que existían variantes  adaptadas a diferentes misiones.
La punta era pequeña y de forma piramidal. Al impactar perforaba con facilidad un escudo de madera; al ser la vara metálica más delgada que la punta se deslizaba por el agujero hecho por la punta con facilidad, alcanzando a menudo a quien se protegía tras el escudo. Esto lo hacía similar a la jabalina española, la soliferrum, fabricada totalmente de metal.

## Teoría del doblado de la espiga
Durante años se ha sostenido que el pilum estaba diseñado para que, al clavarse en un escudo enemigo, se doblara e impidiera el manejo del arma por parte del soldado atacado que no podría lanzar en contragolpe tal arma inutilizada; los romanos usarían el destemplado de la vara metálica para lograr este efecto.  
Actualmente parece descartarse por parte de los especialistas la capacidad del pilum para doblarse tras clavarse en el escudo, pues precisamente lo que se buscaba en la construcción de este tipo de armamento era, entre otras características, una máxima capacidad de penetración. En todo caso, y dado que se fabricaba con hierro dulce, las piezas de peor calidad podrían doblarse fácilmente al choque con el terreno o con una roca.

### Inutilización del arma tras su lanzamiento
Para impedir que el arma fuera recogida por las tropas enemigas una vez arrojada el arma en su contra, Plutarco relata que en el 102 a. C, Cayo Mario ordenó que se retirase uno de los dos remaches que sujetaba la espiga metálica al asta de madera, de manera que una vez hubiera el pilum impactado, quedaría el asta colgando del único remache existente y el arma, quedaría inutilizada. Esta modificación no se generalizó con posterioridad a tenor de las pruebas arqueológicas.

## Uso

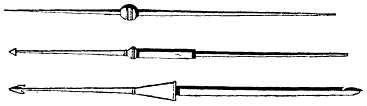
Diferentes tipos de pilum

Los disciplinados legionarios romanos lanzaban los pilum coordinados, logrando una lluvia de proyectiles. Los ligeros frenaban un poco el avance de la carga enemiga y causaban algunas bajas. Después, el enemigo sufría una oleada de pilum pesados que atravesaba los escudos ligeros, y a menudo hería a sus portadores, causando numerosas bajas. También, algo que es debatido por algunos expertos, la punta se enganchaba a los escudos y el arma se doblaba al impactar, rindiendo tanto al pilum como al escudo receptor inservibles. Los escudos se tenían que descartar debido a que los soldados enemigos no tenían tiempo de quitar el pilum al mismo tiempo que recibían la carga de los legionarios espada en mano.
Dependiendo de la fuerza muscular del portador, el pilum podía arrojarse hasta una distancia de unos 30-40 metros, con un alcance medio de 25 metros, pudiendo penetrar escudos de madera a una distancia de 10 metros. Nada impedía que el arma fuera empleada como un arma de mano defensiva, pero estaba diseñada para ser lanzada.
El pilum dejó de usarse progresivamente por los romanos a principios del siglo III, en favor de una sencilla lanza (lancea). A medida que el ejército romano se "barbarizaba", sus armas eran sustituidas por las usadas por los pueblos germanos (entre otros) que se integraron en sus filas.

## Pilumpesado

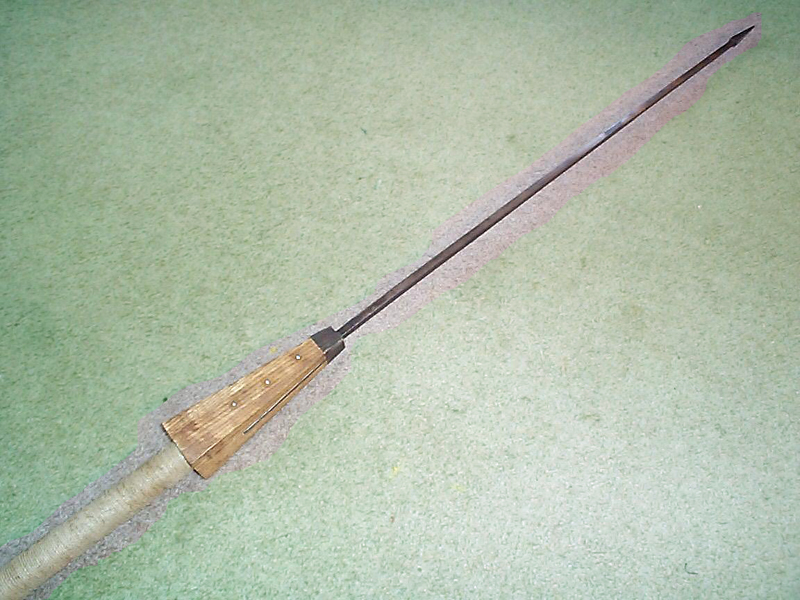
Detalle de la punta de un pilum pesado

- El pilum pesado era un asta de madera a la que se le unía una vara metálica por medio de un remache, medía unos 120 cm en total, de 40 a 90 cm la vara metálica.[1]

## Pilumligero
- El pilum ligero era una jabalina de madera de mayor alcance, aunque de menor capacidad de penetración.